# イ・ヨンジ
イ・ヨンジ（朝: 이영지、漢: 李泳知、2002年9月10日 - ）は、韓国のラッパー。MAINSTREAM所属。2019年にラップを始めて、一年経たずに『高等ラッパー3』にて初の女性ラッパーとして優勝するなどの成績を残している。

## 略歴
2002年9月10日、韓国・ソウル特別市に生まれる。
2018年からBewhYをはじめとするラッパーの楽曲をカラオケで歌い始め、それを聞いた友達から褒められる様になったことをきっかけに9月から本格的にラップの作詞を始める。
2019年、本格的にラップを始めてから6ヶ月で、Mnetで放送された『高等ラッパー3』にて女性ラッパーとして初めて優勝した。2020年には『GOOD GIRL』に最年少として出演した。
2022年、SHOW ME THE MONEY 11にて女性初の優勝。優勝賞金の1億ウォンは番組内で結成されたチームへのプレゼント代と寄付に使われた。

## 作品

### シングル
- 2019年7月25日 - I’m the ONE (ナプラ、ルピ、イ・ヨンジ、PLUMA)
- 2019年11月2日 - 암실 (→ 暗室)
- 2019年11月7日 - New History (feat. キム・ミンギュ (Young Kay))
- 2020年1月1日 - 왈가 (WALGA)
- 2020年5月5日 - My Path (Powered by iPass)
- 2020年5月7日 - 그냥 (→ とりあえず)
- 2020年07月16日 - All the way up (with ブリン、ハ・ソンホ)
- 2020年8月3日 - World is One (with ブリン、ハ・ソンホ)
- 2020年11月18日 - 타협 (→ 妥協)
- 2021年10月29日 - 낮 밤 (→ 昼夜)(feat. パク・ジェボム)
- 2022年1月6日 - 꽃말 (→ 花言葉)(レウォン、イ・ヨンジ)
- 2024年6月21日 - small girl (feat. ド・ギョンス (D.O.))

### 参加楽曲
- 2019年6月2日 - DNA(Youth Remix) Huckleberry P (feat. チョ・ウォヌ、Rohann、HAON & イ・ヨンジ)
- 2019年7月19日 - HOME WORK キム・ミンギュ (feat. イ・ヨンジ)
- 2019年10月2日 - Let Me Love U ハ・ミンウ (feat. イ・ヨンジ)
- 2019年12月23日 - Lonely Behind レウォン (feat. イ・ヨンジ、Basick)
- 2019年12月31日 - 회상 (→ 回想) Earboy (feat. イ・ヨンジ、Bluedayboy)
- 2020年2月4日 - 경성주막 (→ 京城の酒幕) IFI (feat. イ・ヨンジ、poy、PLUMA)
- 2019年2月7日 - AH Rovxe & Goldash (feat. イ・ヨンジ)
- 2019年3月26日 - Party LuVan (feat. イ・ヨンジ)
- 2019年8月13日 - USB! (U Said Blah!) TimeFeveR (feat. チャ・ジンヒョク、イ・ヨンジ)
- 2020年9月13日 - 누나와따 (→ お姉様が来た) Queen WA$ABII (feat. イ・ヨンジ)
- 2020年9月15日 - 이모힙합 (→ おばさんヒップホップ) レウォン (feat. EK、イ・ヨンジ、Basick)
- 2020年12月18日 - YAY レウォン (feat. イ・ヨンジ、ジェイミー、パロアルト)
- 2021年2月4日 - Empty Canvas ベイビーロン(feat. レウォン、イ・ヨンジ)
- 2021年6月8日 - 털어! (→ はたけ!) BIG Naughty (Feat. M1NU、Veinyfl,、Swervy、レウォン、イ・ヨンジ、Lil Nekh、D.Ark)
- 2021年6月14日 - DNA Remix パク・ジェボム、YLN Foreign、D.Ark、365LIT、pH-1、Lil Boi、イ・ヨンジ、Ourealgoat、Choo、OSUN
- 2021年7月5日 - ソヨン「Is this bad b****** number? (Feat. BIBI,Lee Young Ji) 」
- 2022年5月27日 - ヒョリン「Waka Boom (My way) (Feat. Lee Young Ji)」
- 2022年8月18日 -  Ash-B 「Girls Back Home (feat. Lee Young Ji)」
- 2023年2月6日 - BSS「Fighting  (Feat. Lee Young Ji) 」
- 2024年12月16日 -  マーク「Fraktsiya (feat. LEE YOUNG JI)」
- 2025年5月14日 - 星野源 「2（feat.Lee Youngji）」

## 出演

### 番組
| 放送年 | 放送日                    | 番組名                       | 放送局   | 備考                                 |
| ------ | ------------------------- | ---------------------------- | -------- | ------------------------------------ |
| 2019年 | 2月22日 - 4月12日         | 高等ラッパー3                | Mnet     | - シリーズ初の女性ラッパーとして優勝 |
| 2020年 | 5月14日 - 7月2日          | GOOD GIRL                    | Mnet     |                                      |
| 2020年 | 5月28日 - 7月8日          | ヒップホップガールZ          | MBC      |                                      |
| 2020年 | 7月1日                    | ラジオスター                 | MBC      |                                      |
| 2020年 | 8月2日                    | ランニングマン               | SBS      |                                      |
| 2020年 | 10月31日 - 11月7日        | 宇宙ヒップホップマニア       | JTBC     |                                      |
| 2021年 | 1月16日、2月13日 - 3月6日 | 遊ぶなら何する？             | MBC      |                                      |
| 2021年 | 2月19日                   | 高等ラッパー4                | Mnet     |                                      |
| 2021年 | 3月19日 - 4月23日         | カムバックホームTV           | NAVER TV | - 固定MC                             |
| 2021年 | 4月3日 - 6月5日           | カムバックホーム             | KBS 2    | - 固定MC                             |
| 2021年 | 5月16日、23日             | 覆面歌王                     | MBC      |                                      |
| 2021年 | 8月22日                   | ランニングマン               | SBS      |                                      |
| 2021年 | 9月15日                   | ラジオスター                 | MBC      |                                      |
| 2021年 | 9月19日                   | ランニングマン               | SBS      |                                      |
| 2021年 | 10月5日                   | ストリートウーマンファイター | Mnet     | - ヘルパーとして出演                 |
| 2021年 | 12月4日                   | ドレミマーケット             | tvN      |                                      |
| 2022年 | 1月22日                   | 知ってるお兄さん             | JTBC     |                                      |
| 2022年 | 6月2日                    | QUEENDOM 2                   | Mnet     | - ヒョリンのヘルパーとして出演       |
| 2022年 | 6月24日-9月16日           | ピョンピョン 地球娯楽室      | tvN      | - レギュラー出演                     |
| 2022年 | 9月23日                   | ミュージックバンク           | KBS 2    | - スペシャルMCとして出演             |
| 2022年 | 10月20日-12月31日         | SHOW ME THE MONEY 11         | Mnet     |                                      |

### ドラマ
| 放送年 | 番組名     | 放送局 | 参考  |
| ------ | ---------- | ------ | ----- |
| 2020年 | ゾンビ探偵 | KBS 2  | [ 7 ] |

## 受賞

### 授賞式
| 受賞年度 | 授賞式名               | 受賞部門       | 参考  |
| -------- | ---------------------- | -------------- | ----- |
| 2020年   | 今年のブランド大賞     | 今年のラッパー | [ 8 ] |
| 2021年   | ブランド顧客忠誠度大賞 | ホットアイコン | [ 9 ] |